# Thomas Saunders
Thomas Saunders –conocido como Tom Saunders– (16 de julio de 1992) es un deportista neozelandés que compite en vela en la clase Laser. Ganó una medalla de oro en el Campeonato Mundial de Laser de 2021.

## Palmarés internacional
| \| Campeonato Mundial \| Campeonato Mundial \| Campeonato Mundial \| Campeonato Mundial \| \| Año \| Lugar \| Medalla \| Clase \| \| ------------------ \| ------------------ \| ------------------ \| ------------------ \| \| 2021 \| Barcelona (España) \| Medalla de oro \| Laser \| |                    |                |       |
| Campeonato Mundial |                    |                |       |
| Año | Lugar              | Medalla        | Clase |
| 2021 | Barcelona (España) | Medalla de oro | Laser |